# 오쓰촌 (시마네현)
오쓰촌(大津村)은 시마네현 히카와군에 있던 촌이다. 현재의 이즈모시 오쓰정에 해당한다.

## 역사
- 1889년 4월 1일 - 정촌제 시행에 의해 간도군 오쓰촌이 성립하였다.
- 1896년 4월 1일 - 히카와군으로 변경되었다.
- 1941년 2월 11일 - 이마이치정, 고시촌, 다카마쓰촌, 다카하마촌, 요쓰가네촌, 가와토촌, 엔야촌과 합병해 이즈모정이 신설하여 폐지되었다.

## 교통

### 철도
- 이치바타 전기철도
  - 기타마쓰에선

## 참고문헌
- 角川日本地名大辞典 32 島根県
- 『市町村名変遷辞典』東京堂出版、1990年。